# Resolució 1307 del Consell de Seguretat de les Nacions Unides
La Resolució 1307 del Consell de Seguretat de les Nacions Unides fou adoptada per unanimitat el 13 de juliol de 2000. Després de recordar anteriors resolucions sobre Croàcia incloses les resolucions 779 (1992), 981 (1995), 1147 (1997), 1183 (1998), 1222 (1999), 1252 (1999) i 1285 (2000), el Consell va autoritzar la Missió d'Observadors de les Nacions Unides a Prevlaka (UNMOP) a continuar supervisant la desmilitarització a la zona de la península de Prevlaka fins al 15 de gener de 2001.
El Consell de Seguretat va acollir amb beneplàcit la situació generalment tranquil·la i estable de la península de Prevlaka, però continuava preocupat per les violacions del règim de desmilitarització i les limitacions de la llibertat de moviment dels observadors de les Nacions Unides. Va donar la benvinguda a l'obertura dels punts de cruïlla entre Croàcia i Montenegro facilitant el trànsit civil i comercial sense incidents de seguretat que representaven una mesura significativa de creació de confiança entre els dos països. Encara hi havia preocupació per la manca de progrés cap a la solució del problema peninsular de Prevlaka i un programa de desminatge.
Es va instar tant a Croàcia com a la República Federal de Iugoslàvia (Sèrbia i Montenegro) a que apliquessin plenament un acord sobre la normalització de les seves relacions, cessar les violacions del règim de desmilitarització, reduir la tensió i garantir la lliure circulació als observadors de les Nacions Unides. El Consell continuava preocupat per la manca de progrés en l'aplicació de mesures de foment de la confiança. Es va demanar al secretari general Kofi Annan que informés abans del 15 d'octubre de 2000 sobre les recomanacions per a les mesures de foment de la confiança entre les dues parts. Es va instar a les parts a informar sobre el progrés de les seves negociacions bilaterals almenys dues vegades al mes.
Finalment, es va demanar que la Força d'Estabilització, autoritzada a la Resolució 1088 (1996) i prorrogada per la Resolució 1247 (1999) cooperés amb la UNMOP.